# Municipio de Minnehaha
El municipio de Minnehaha (en inglés: Minnehaha Township) es un municipio ubicado en el condado de Bowman en el estado estadounidense de Dakota del Norte. En el año 2010 tenía una población de 24 habitantes y una densidad poblacional de 0,26 personas por km².

## Geografía
El municipio de Minnehaha se encuentra ubicado en las coordenadas 45°58′46″N 103°17′20″O / 45.97944, -103.28889. Según la Oficina del Censo de los Estados Unidos, el municipio tiene una superficie total de 93.28 km², de la cual 85,21 km² corresponden a tierra firme y (8,65 %) 8,07 km² es agua.

## Demografía
Según el censo de 2010, había 24 personas residiendo en el municipio de Minnehaha. La densidad de población era de 0,26 hab./km². De los 24 habitantes, el municipio de Minnehaha estaba compuesto por el 100 % blancos. Del total de la población el 0 % eran hispanos o latinos de cualquier raza.